# Okna
Okna (på ryska Окна, på svenska Fönstren) är en talkshow från Ryssland. Med Dmitri Nagiev dom värd har talkshowen blivit mycket populär i rysk TV. Efter att ett bröllopsslagsmål visats i brittisk TV fick talkshowen även uppmärksamhet utanför Ryssland.

## Fotnoter
1. ↑  Bröllopsslagsmålet på youtube